# Miroslav Baše
Miroslav Baše (16. září 1933 Michalovce, Slovensko – 2. únor 2008, Praha) byl český architekt, urbanista i teoretik architektury. Zabýval se zejména historickým a krajinným urbanismem. Baše působil jako pedagog na Fakultě architektury ČVUT v Praze, čtyři roky byl členem Národního komitétu ICOMOS (Mezinárodní rada památek a sídel).

## Život
Vystudoval Fakultu architektury ČVUT (1951–1956) a dále studoval na postgraduálním studiu na Wayne State University v Detroitu (1969–1970). Působil v mnoha architektonických kancelářích, od roku 1968 pracoval ve Státním ústavu pro rekonstrukce památkových měst a objektů v Praze. V rámci svého oboru zpracoval celou řadu územních plánů, urbanistických programů, podílel se na plánu regionálního rozvoje Karáčí v Pákistánu i Kolomba na Srí Lance pro OSN, nebo vypracoval koncepci centra Kuvajtu. V roce 1980 zpracoval Územní prognózu pražské památkové rezervace.